# جاتون پینگیلونی
جاتون پینگیلونی (به اسپانیایی: Jatun Pinguilluni) یک کوه در پرو است که در Peru, Puno Region واقع شده‌است. جاتون پینگیلونی ۵٬۱۰۰ متر بالاتر از سطح دریا واقع شده‌است.